# Colletes babai
Colletes babai är en biart som beskrevs av Hirashima och Osamu Tadauchi 1979. Colletes babai ingår i släktet sidenbin, och familjen korttungebin. Inga underarter finns listade i Catalogue of Life.